# Hohenlinden
Hohenlinden é um município da Alemanha, no distrito de Ebersberg, na região administrativa de Oberbayern , estado de Baviera.

## História
Hohenlinden pertencia ao Eleitorado da Baviera e foi parte da Ordem Soberana e Militar de Malta, que foi dissolvida em 1808.
Foi aqui que foi travada a Batalha de Hohenlinden em 3 de dezembro de 1800.

## Religião

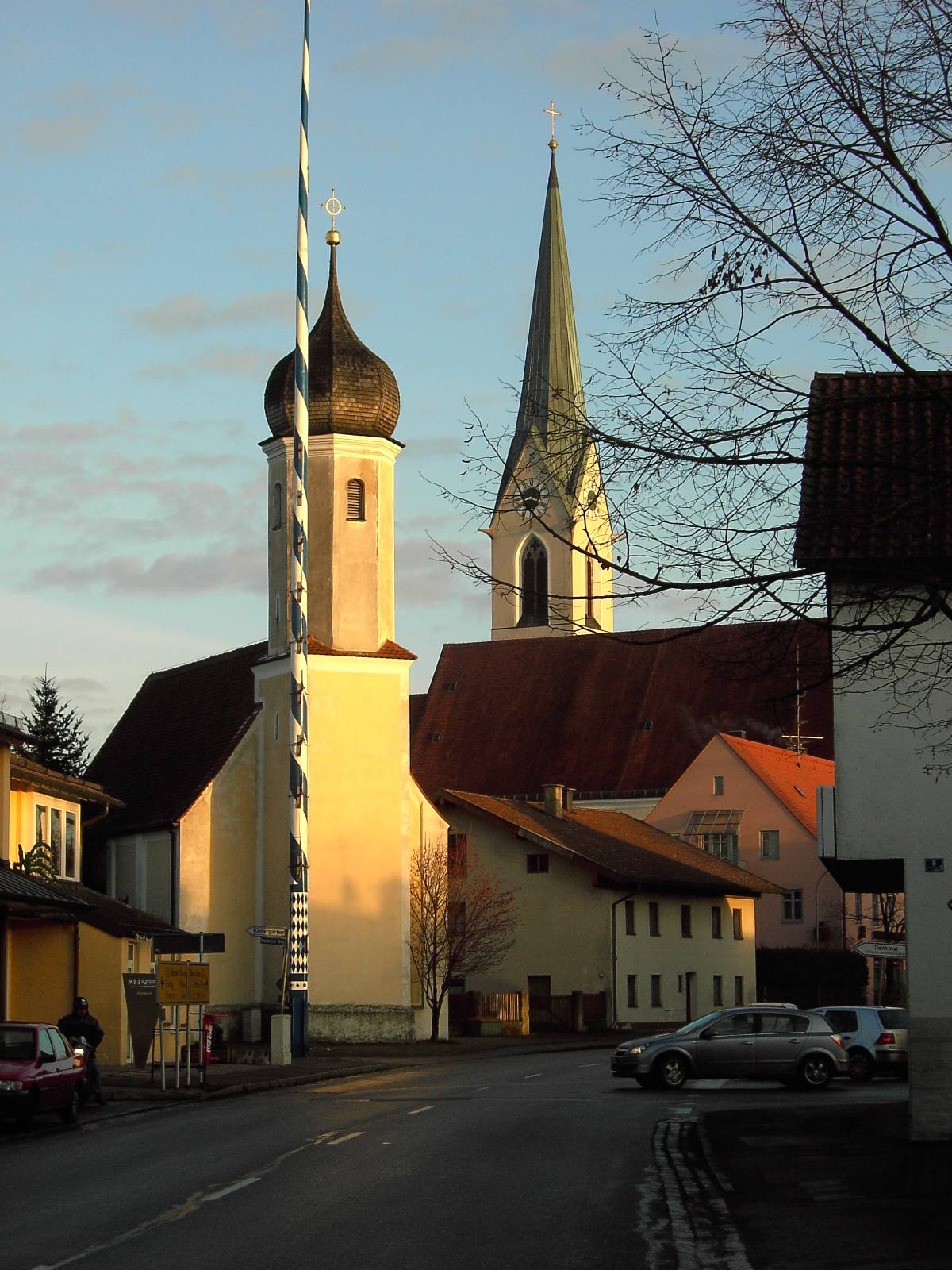
Vista de Pfarrkirche St. Josef e Mariä Heimsuchung

A comunidade é o lar de duas igrejas, a Kirche Mariä Heimsuchung (Igreja da Visitação), construído em 1489 em estilo gótico tardio, e a Pfarrkirche St. Josef (Paróquia São José, Igreja), construído em 1903 em estilo neo-gótico

## População
| Ano  | Habitantes |
| ---- | ---------- |
| 1970 | 1854       |
| 1987 | 2149       |
| 2000 | 2616       |
| 2005 | 2758       |
| 2010 | 2822       |
| 2015 | 3057       |

## Turismo
Dispoe de um pequeno Centro de Turismo e várias instalações de lazer onde se pode praticar Trekking, Ciclismo e Golfe sobre as terras vizinhas Thailing ou o Ebersberg GC (clube de golfe).

## Cultura
O dialeto bávaro é muito comum e utilizado em Hohenlinden. Na Baviera, Hohenlinden é também conhecido por Herlin.
Kreith, é um pequeno distrito que pertence a Hohenlinden, é famoso pelo seu Hidromel.